# 2,4,6-三甲基苯胺
2,4,6-三甲基苯胺（英文：2,4,6-Trimethylaniline）分子式為(CH3)3C6H2NH2，是一種芳香胺。它可以用來合成第二代Grubbs催化劑。.